# بارم (اسم)
بَارِم هو اسم علم مذكر من أصل عربي، وجاء الاسم على صيغة الفاعل، ومعناه هو محكم الشيء.